# Mamute Yuka

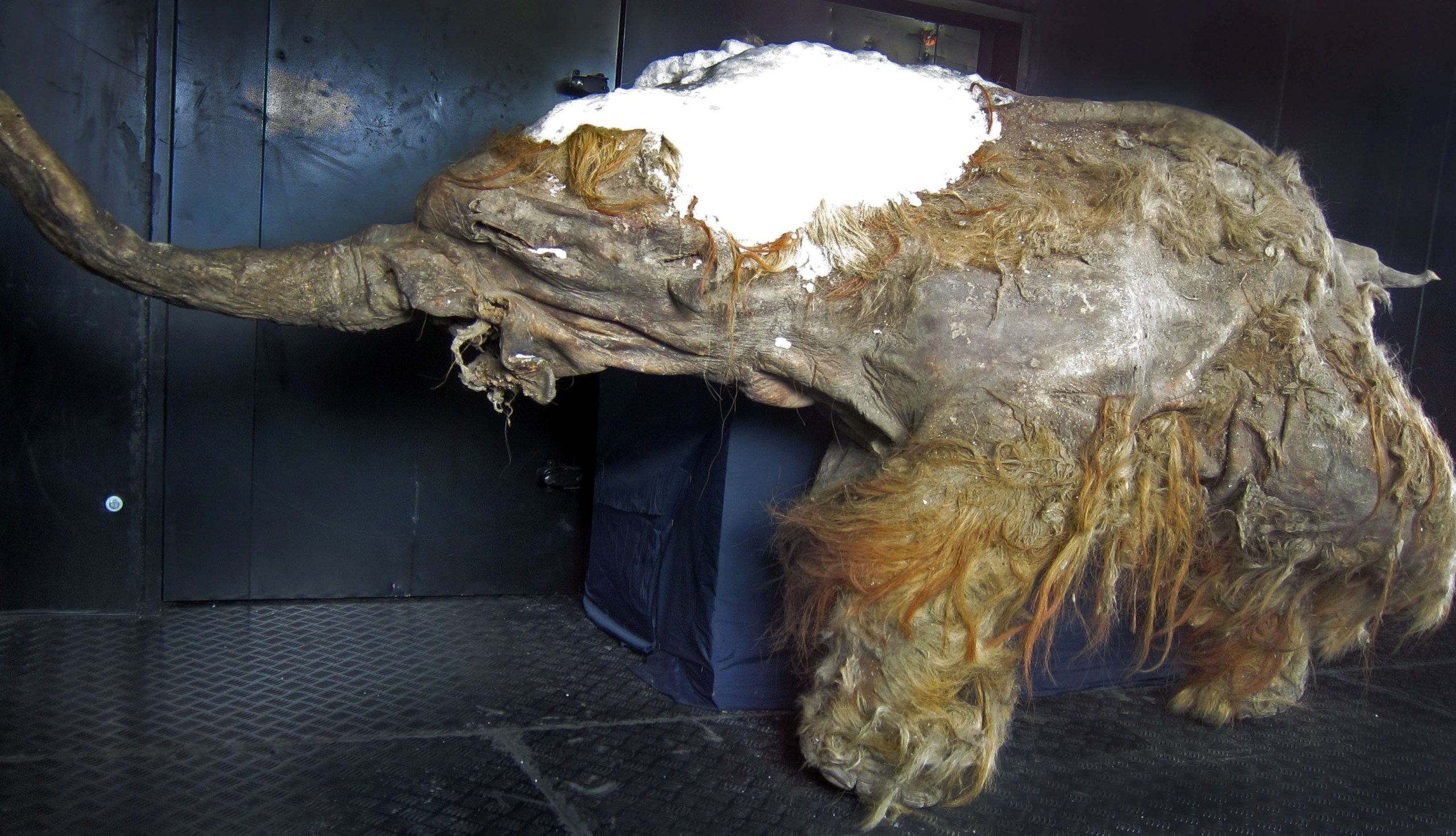

Mamute Yuka  é a carcaça de um mamute-lanoso (Mammuthus primigenius Blumenbach, 1799) encontrada em agosto de 2010, bem preservada, ao longo da costa de Oyogos Yar, aproximadamente a 30 km oeste da foz do rio Kondratievo, na Sibéria (72 ° 40 ′ 49,44 ″ N, 142 ° 50 ′ 38,35 ″) na região do mar de Laptev. Yuka é uma múmia de uma jovem fêmea que foi encontrada perto e nomeada após a vila de Yukagir, cuja população local a descobriu. Esta múmia gigantesca foi encontrada como uma saliência de cerca de 4 metros acima do nível da praia, em um penhasco. Após sua descoberta, Yuka passou dois anos armazenada e preservada em uma geladeira natural, o permafrost local ('lednik'), em Yukagir. Naquela época, os primeiros cientistas, P. Lazarev e S. Grigoriev, do Museu Mammoth (Academia Sakha de Ciências, Yakutsk) chegaram para estudar esses restos mumificados. Até então, mais de 100 metros do penhasco baixo foi lavado. De Yukagir, o mamute Yuka foi transportado para a Academia de Ciências Sakha em Yakutsk. Desde outubro de 2014, o mamute está em exibição em Moscou e é considerado o mamute siberiano mais bem preservado descoberto até agora.
O penhasco voltado para o norte era composto de loess que faz parte de um rico yedoma contendo fósseis do Pleistoceno Tarde, exposto pela erosão costeira. O yedoma consiste em lodos ricos em gelo e areia sedimentada penetrada por grandes fatias de gelo, resultantes de sedimentação e congelamento singenético. A datação por AMS de um fragmento da costela de Yuka a partir desses depósitos produziu uma data de radiocarbono de 34.300 + 260 / -240 14C (GrA-53289). Esta data corresponde ao término do Estágio 3 do Isótopo Marinho, também chamado de Meio- Weichselian, Kargin ou Molotkov Interstadial.
Uma análise dos dentes e presas determinou que Yuka tinha aproximadamente 6 a 8 anos quando morreu. Embora se presuma que esse mamute provavelmente tenha sido atacado por leões ou outros predadores, não foram encontradas evidências de que os predadores mataram o mamute.
Em março de 2019, pesquisadores do Japão relataram trabalhar com o tecido de Yuka que eles foram capazes de estimular estruturas semelhantes a núcleos para realizar alguns processos biológicos; no entanto, eles não puderam ativar divisão celular. 